# スタディオ・オリンピコ・カルロ・ゼッキーニ
スタディオ・オリンピコ・カルロ・ゼッキーニ（Stadio Olimpico Carlo Zecchini）は、イタリア・トスカーナ州グロッセートにある多目的スタジアム。主にサッカーの試合で利用され、USグロッセトがホームスタジアムとしている。収容人数は9,988人。

## 概要
1960年のローマオリンピックの会場のひとつとして建設され、大会ではサッカーの予選3試合が開催された。
2004年には第10回世界ジュニア陸上選手権の会場になった。